# Festuca dolichophylla
Festuca dolichophylla, chillihua, es una especie botánica de gramínea cespitosa, dura, salificada, de la familia de las Poaceae.

## Descripción
Tiene rizomas no alargados. Tallos de 50-90 cm de altura, glabros a escabrosos. Vainas escabrosas, pajizas, no fibrosas, los márgenes libres; aurículas ausentes; lígula de 1.8-2.7 mm, ciliolada, con extensiones laterales hasta 3 mm; láminas 10-20 cm x 0.8-1.4 mm, involutas y permanentemente enrolladas, escabriúsculas en el envés y el haz; esclerénquima abaxial con trabas por debajo de los haces vasculares e islotes irregulares discontinuos entre los haces vasculares; esclerénquima adaxial con trabas por encima de los haces vasculares más grandes, ausentes por encima de los haces vasculares más pequeños; células buliformes no evidentes. Panículas 12-20 x 3-7 cm, abiertas, laxas, algo nutantes; eje escabroso; ramas más inferiores 6-10 cm, solitarias o pareadas, ascendentes a patentes, desnudas en el 1/2 inferior; pedicelos escabriúsculos. Espiguillas 12-13 mm; gluma inferior 4.5-5 mm, lanceolada, 1-nervia; gluma superior 5.7-6.2 mm; lemas 6-7.2 mm, escabrosas, diminutamente 2-denticuladas, las aristas 0.1-1 mm; anteras 2.6-3.3 mm; ovario glabro.

## Distribución y hábitat
Es endémica de Costa Rica, Panamá, Bolivia, Chile, Argentina, Colombia, Ecuador, Perú, donde se encuentra en páramos, laderas abiertas con cenizas volcánicas, a una altitud de 3000-3400 metros.

## Taxonomía
Festuca dolichophylla fue descrita por Jan Svatopluk Presl y publicado en Reliquiae Haenkeanae 1(4–5): 258. 1830.
Etimología
Festuca: nombre genérico que deriva del latín y significa tallo o brizna de paja, también el nombre de una mala hierba entre la cebada.
dolichophylla: epíteto latino compuesto que significa "con las hojas del género Dolichos.
Sinonimia
- Diplachne scirpifolia J.Presl
- Festuca buchtienii Hack.
- Festuca cajamarcae Pilg.
- Festuca carazana Pilg.
- Festuca distichovaginata Pilg.
- Festuca horridula Pilg.
- Festuca inarticulata Pilg.
- Festuca laeteviridis Pilg.
- Festuca lasiorrhachis Pilg.
- Festuca pflanzii Pilg.
- Festuca scirpifolia (J. Presl) Kunth
- Festuca setifolia Steud. ex Griseb.
- Festuca subulifolia Benth.
- Festuca tarmensis Pilg.
- Festuca weberbaueri Pilg.
- Poa dactyloides Kunth[1][3][4]